# Canoagem nos Jogos Pan-Americanos de 2019 - C-1 200 m feminino
A competição do C-1 200 metros feminino foi um dos eventos da canoagem nos Jogos Pan-Americanos de 2019. Foi disputada no Parque Natural Albúfera de Medio Mundo, em Huacho, no Peru nos dias 28 e 30 de julho.

## Calendário
Horário local (UTC-5).
| Data        | Horário | Fase      |
| ----------- | ------- | --------- |
| 28 de julho | 11:10   | Baterias  |
| 28 de julho | 12:45   | Semifinal |
| 30 de julho | 10:00   | Final     |

## Medalhistas
| Ouro   | USA Nevin Harrison    |
| Prata  | CHI María Mailliard   |
| Bronze | CUB Mayvihanet Borges |

## Resultados

### Eliminatórias
Os dois melhores em cada bateria se classificaram diretamente para a final e os restantes disputaram a semifinal. 
Bateria 1
| Pos. | Canoísta            | País               | Tempo  | Obs. |
| ---- | ------------------- | ------------------ | ------ | ---- |
| 1    | Nevin Harrison      | USA Estados Unidos | 45.821 | F    |
| 2    | Mayvihanet Borges   | CUB Cuba           | 46.361 | F    |
| 3    | Anna Roy-Cyr        | CAN Canadá         | 47.589 | SF   |
| 4    | Stephanie Rodríguez | MEX México         | 50.824 | SF   |
| 5    | Clara Montesdeoca   | GUA Guatemala      | 53.156 | SF   |

Bateria 2
| Pos. | Canoísta             | País         | Tempo  | Obs. |
| ---- | -------------------- | ------------ | ------ | ---- |
| 1    | María Mailliard      | CHI Chile    | 45.993 | F    |
| 2    | Valdenice Nascimento | BRA Brasil   | 46.715 | F    |
| 3    | Manuela Gómez        | COL Colômbia | 49.448 | SF   |
| 4    | Belén Ibarra         | ECU Equador  | 57.018 | SF   |

### Semifinal
Os quatro primeiros colocados se classificaram para a final. 
| Pos. | Canoísta            | País          | Tempo  | Obs. |
| ---- | ------------------- | ------------- | ------ | ---- |
| 1    | Anna Roy-Cyr        | CAN Canadá    | 46.560 | F    |
| 2    | Manuela Gómez       | COL Colômbia  | 48.380 | F    |
| 3    | Stephanie Rodríguez | MEX México    | 50.135 | F    |
| 4    | Clara Montesdeoca   | GUA Guatemala | 50.725 | F    |
| 5    | Belén Ibarra        | ECU Equador   | 52.260 |      |

### Final
A final ocorreu dia  30 de julho às 10:00. 
| Pos.              | Canoísta             | País               | Tempo  | Obs. |
| ----------------- | -------------------- | ------------------ | ------ | ---- |
| Medalha de ouro   | Nevin Harrison       | USA Estados Unidos | 46.649 |      |
| Medalha de prata  | María Mailliard      | CHI Chile          | 47.031 |      |
| Medalha de bronze | Mayvihanet Borges    | CUB Cuba           | 47.641 |      |
| 4                 | Valdenice Nascimento | BRA Brasil         | 48.054 |      |
| 5                 | Anna Roy-Cyr         | CAN Canadá         | 48.294 |      |
| 6                 | Manuela Gómez        | COL Colômbia       | 49.991 |      |
| 7                 | Stephanie Rodríguez  | MEX México         | 51.601 |      |
| 8                 | Clara Montesdeoca    | GUA Guatemala      | 52.559 |      |